# 國立臺灣大學出版中心
25°00′45″N 121°31′07″E / 25.01242°N 121.51866°E
國立臺灣大學出版中心（簡稱臺大出版中心，英語：National Taiwan University Press）成立於1996年10月，為臺灣大學之出版部門。現任主任為昆蟲學系張俊哲教授，主要出版有關臺灣大學各式學術活動方面的書籍刊物。除書籍之外，也販售臺灣大學出品之各式文具、紀念品等。總部位於國立臺灣大學水源校區澄思樓，並在國立臺灣大學校史館、國立臺灣大學圖書館設有兩間書店。未來預計在國立臺灣大學人文大樓內開設新書店。

## 外部連結
- （繁體中文）臺大出版中心 （页面存档备份，存于）